# 平凡的奇蹟
參數所指定的目標頁面不存在，建議更正成存在頁面或直接建立下列一個頁面（建立前請先搜尋是否有合適的存在頁面可以取代）：
- 平凡的奇迹 (歌曲)

《平凡的奇蹟》（ありふれた奇跡）是富士電視台50周年紀念劇第二彈，自2009年1月8日至3月19日，於日本時間每週四晚上10點播出，編劇為資深腳本家山田太一，由仲間由紀惠及加瀨亮主演，這是加瀨亮首次演出連續劇，也是仲間由紀惠繼2004年的《東京灣景》後，相隔4年6個月後再度演出富士電視台的連續電視劇。

## 概要
這是一部描寫生活在現代社會有著不愉快過去的人們，透過有些笨拙的交流，漸漸敞開心扉，看到希望的電視劇。劇情主要圍繞在一對男女及他們的家庭展開。
官方網站上的flash日文側標是：（那一天，我們不是一個人…）

## 劇情簡介
某日的早晨，有名獨自佇立在車站月台的中年男子（陣內孝則 飾），當時也在車站月台的女子中城加奈（仲間由紀惠 飾）及男子田崎翔太（加瀨亮 飾），雙雙以為中年男子想自殺，於是兩人上前極力阻止該男子，不料該男子事後卻大聲嚷嚷他並沒有尋死的念頭，並大聲斥責兩人…。

## 得獎紀錄
- 2008銀河賞3月度月間賞

- TV Japan雜誌 2009冬季日劇

最佳男主角 - 加瀨亮
最佳女配角 - 八千草薰
- 第60回 日劇學院賞 最佳編劇 - 山田太一

## 演員
（中城家）
- 中城加奈（29）- 仲間由紀惠

業務用廚房機器的銷售員。
- 中城桂（50）- 戶田惠子

加奈的母親。
- 中城朋也（54）- 岸部一德

加奈的父親。
- 中城静江（76）- 八千草薰

加奈的祖母。
（田崎家）
- 田崎翔太（31）- 加瀨亮

繼承祖父的水泥匠工作，以前曾是上班族。
- 田崎重夫（54）- 風間杜夫

翔太的父親。自來水局的員工。
- 田崎四郎（77）- 井川比佐志

翔太的祖父。
（其他登場人物）
- 藤本誠（50）- 陣内孝則

在車站遭加奈和翔太阻止自殺的中年男子，雖然起初否認有自殺念頭，但其實妻子與女兒都因意外去世，當時的確打算要自殺。
- 安藤律子（48）-キムラ緑子

翔太的母親。田崎重夫的前妻。
- 神戸幸作（42）- 松重豐

水泥匠。翔太的前輩兼同事。
- 権藤（53）- 塩見三省

警官。
- 時枝春美（25）- 黒坂真美

廚房的銷售員。加奈的後輩。
- 妙 - 宮田早苗

「妙」餐廳的老闆娘 。

## 工作人員
- 劇本：山田太一
- 統籌製作人：中村敏夫（FCC）
- 製作人：長部聰介（富士電視台）、 （FCC）
- 導演：田島大輔（FCC）、谷村政樹（富士電視台）
- 製作協力：FCC
- 製作：富士電視台

## 主題曲
配樂：
主題歌：恩雅『Dreams Are More Precious（另名：平凡的奇蹟）』

## 播放日期、導演、收視率
| 集數             | 播出日期   | 導演     | 收視率 |
| ---------------- | ---------- | -------- | ------ |
| 1                | 2009/01/08 | 田島大輔 | 12.5%  |
| 2                | 2009/01/15 | 田島大輔 | 10.9%  |
| 3                | 2009/01/22 | 田島大輔 | 10.1%  |
| 4                | 2009/01/29 | 谷村政樹 | 11.4%  |
| 5                | 2009/02/05 | 谷村政樹 | 11.1%  |
| 6                | 2009/02/12 | 田島大輔 | 10.5%  |
| 7                | 2009/02/19 | 谷村政樹 | 10.4%  |
| 8                | 2009/02/26 | 田島大輔 | 9.8%   |
| 9                | 2009/03/05 | 谷村政樹 | 8.9%   |
| 10               | 2009/03/12 | 田島大輔 | 10.0%  |
| 11               | 2009/03/19 | 田島大輔 | 11.4%  |
| 平均收視率10.64% |            |          |        |

## 外部連結
- 官方網站 （日語）

## 作品的變遷
| 日本 富士電視台 木曜劇場 星期四 22:00至22:54               | 日本 富士電視台 木曜劇場 星期四 22:00至22:54               | 日本 富士電視台 木曜劇場 星期四 22:00至22:54 |
| ---------------------------------------------------------- | ---------------------------------------------------------- | -------------------------------------------- |
|                                                            | 富士電視台50周年紀念劇 平凡的奇蹟 （2009.1.8 - 2009.3.19） |                                              |
| 富士電視台50周年紀念劇 風的花園 （2008.10.9 - 2008.12.18） | BOSS （2009.4.16 - 2009.6.25）                             |                                              |

| 香港 無綫劇集台 星期六 17:30-19:15 （每次播映兩集） | 香港 無綫劇集台 星期六 17:30-19:15 （每次播映兩集） | 香港 無綫劇集台 星期六 17:30-19:15 （每次播映兩集） |
| --------------------------------------------------- | --------------------------------------------------- | --------------------------------------------------- |
|                                                     | 平凡奇蹟 （2010.05.29 - 2010.07.03）                |                                                     |
| 潘朵拉風暴 （2010.05.01 - 2010.05.22）              | 妙手蘭心 （2010.07.10 - 2010.08.07）                |                                                     |